# La Jauría (Film)
La Jauría (span. für „Die Meute“) ist ein Filmdrama von Andrés Ramírez Pulido, das im Mai 2022 bei den Filmfestspielen in Cannes seine Premiere feierte und dort mit dem Grand prix der Semaine de la Critique
und dem Prix SACD ausgezeichnet wurde.

## Handlung
Eliú, ein Junge vom Land, wird wegen eines Verbrechens, das er gemeinsam mit seinem Freund El Mono begangen hat, in einer neuartigen Art von Jugendstrafanstalt inmitten des kolumbianischen Regenwaldes untergebracht. Der Leiter der Einrichtung ist ein Mann namens Álvaro, und die anstrengende Arbeit, die sie dort erledigen müssen, ist von ihm als eine Art Gruppentherapie gedacht. Sie müssen, überwacht von einem brutalen, bewaffneten Wärter, das Gelände rund um die heruntergekommene Hacienda herum sauber halten und für die Neuankömmlinge vorzubereiten. Nach der Arbeit werden sie gezwungen, Drogen zu nehmen oder an Ritualen teilzunehmen, ähnlich von Yoga-Sitzungen. Jeder Fehler oder Ungehorsam kann zu schweren Strafen für die gesamte Gruppe führen. 
Eines Tages wird El Mono in dieselbe Einrichtung verlegt und bringt eine Vergangenheit mit sich, von der Eliú sich zu lösen versuchte.

## Produktion

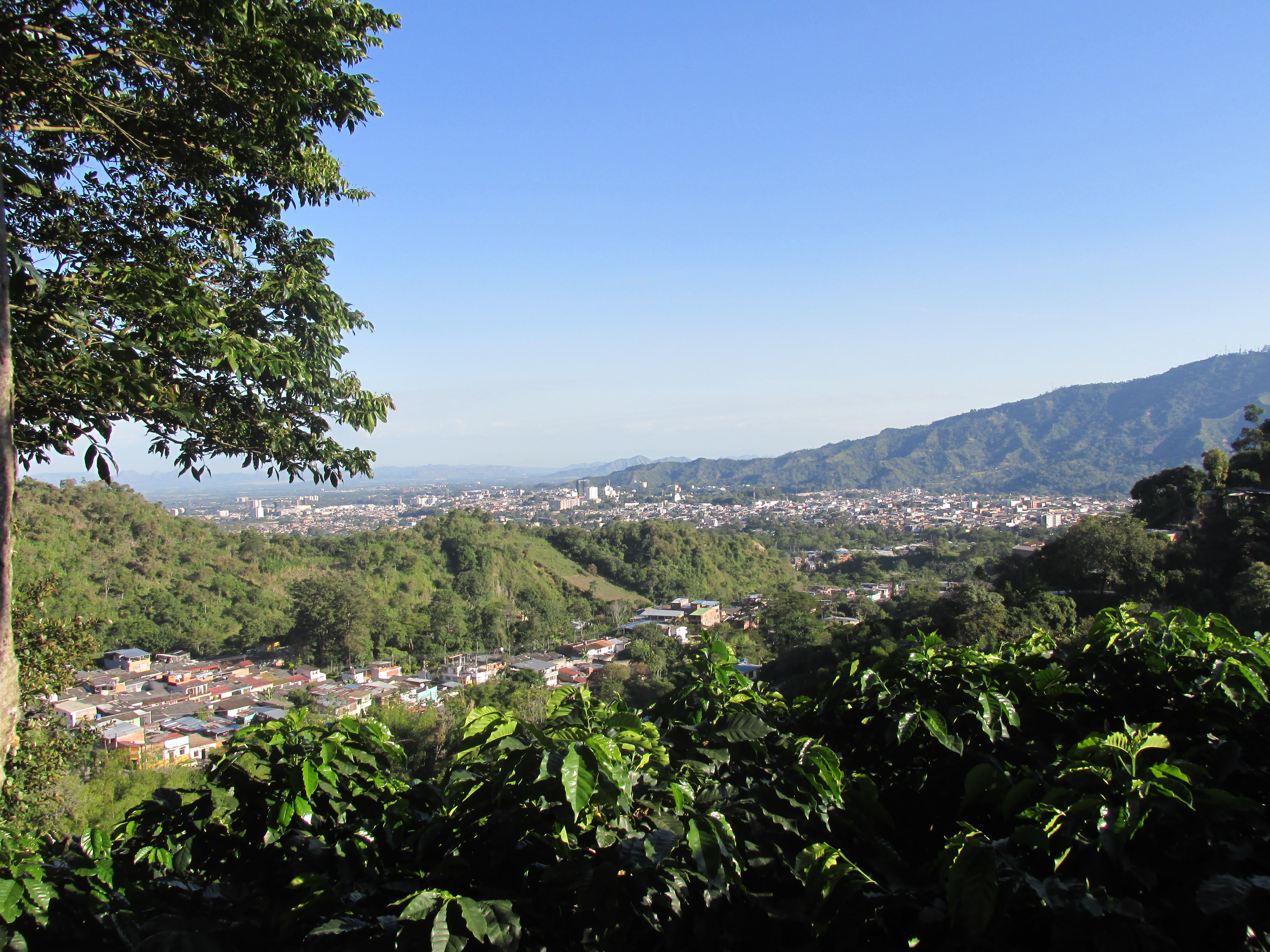
Ibagué liegt am Osthang der Cordillera Central der kolumbianischen Anden

Regie führte der Kolumbianer Andrés Ramírez Pulido, der auch das Drehbuch schrieb. Er wurde 1989 in Bogota geboren und führte zuvor bei zwei preisgekrönten Kurzfilmen Regie. Im Jahr 2016 wurde El Eden im Rahmen der Berlinale vorgestellt, 2017 lief Damiana im Kurzfilmwettbewerb in Cannes und wurde auch in Toronto und Oberhausen gezeigt. Bei La Jauría handelt es sich um sein Spielfilmdebüt.
Die Nachwuchsschauspieler Jhojan Estiven Jimenez und Maicol Andrés Jimenez sind in den Rollen der Freunde Eliú und El Mono zu sehen. Diego Rincon spielt den Wärter Godoy, Miguel Viera ist in der Rolle des Leiters und Therapeuten der Einrichtung namens Álvaro zu sehen.
Der Film wurde in Ibagué gedreht, der Hauptstadt und einer Gemeinde im kolumbianischen Departamento Tolima. Die Stadt liegt im Zentrum des Landes. Als Kameramann fungierte Balthazar Lab.
Die Premiere erfolgte am 24. Mai 2022 bei den Filmfestspielen in Cannes, wo er in der Semaine de la Critique gezeigt wurde. Zu dieser Zeit wurde auch der erste Trailer vorgestellt. Im Juli 2022 wurde er beim Jerusalem Film Festival und beim New Horizons International Film Festival gezeigt. Im September 2022 wurde er beim Toronto International Film Festival, beim Internationalen Filmfestival von San Sebastián und beim Zurich Film Festival vorgestellt. Im Oktober 2022 wurde er beim Busan International Film Festival gezeigt. Im November 2022 wurde La Jauría beim Internationalen Filmfestival von Stockholm vorgestellt.

## Rezeption

### Kritiken
Jonathan Holland von screendaily.com schreibt in seiner Kritik, der Film vermenge kraftvolle Atmosphären mit Thriller- und klassischen Tragödienelementen zu einem nachdenklich machenden, beunruhigenden Ganzen und zeige die lateinamerikanische Gangkultur aus einer frischen und einfühlsamen Perspektive.

### Auszeichnungen
Beijing International Film Festival 2023
- Nominierung in der Official Selection of Forward Future Section[14]

Film Festival Oostende 2023
- Nominierung als Bester Film im SOON!-Competition[15]

Goya 2023
- Nominierung als Bester iberoamerikanischer Film[16]

Internationale Filmfestspiele von Cannes 2022
- Auszeichnung mit dem Grand prix der Semaine de la Critique
- Auszeichnung mit dem Prix SACD[17][18]

Internationales Filmfestival von Stockholm 2022
- Nominierung im Hauptwettbewerb
- Auszeichnung für die Beste Kamera (Balthazar Lab)[12][19]

Jerusalem Film Festival 2022
- Nominierung als Bestes internationales Filmdebüt (Andrés Ramírez Pulido)
- Lobende Erwähnung (Andrés Ramírez Pulido)[20][8]